# Sainte-Maxime
Sainte-Maxime (på provensalska Santa Maxima) är en mindre stad och kommun på Franska Rivieran (Côte d'Azur), i departementet Var i regionen Provence-Alpes-Côte d'Azur i Frankrike.  Avståndet till Nice är 90 km och till Marseille 130 km. Staden ligger södervänd i den norra delen av Saint-Tropez-bukten (Golfe de Saint-Tropez) och skyddas från Mistralvindarna av bergsmassivet Maurerna.

## Staden
Sainte Maxime grundades omkring år 1000 e.Kr. av Lérinmunkarna från ön med samma namn utanför Cannes. De byggde ett kloster och namngav den kringliggande byn efter ett av deras helgon - Maxime. Fiske var byns huvudsysselsättning men från hamnen skeppades från tidiga 1800-talet allt mer trävaror, kork, olivolja och vin till Marseille och Italien  Orten växte och började på 1900-talet attrahera poeter, författare och konstnärer som njöt av klimatet, de vackra omgivningarna och det azurblå vattnet i Medelhavet. Framför den gamla staden syns det karakteristiska tornet - La Tour Carrée - byggt av munkarna i början av 1500-talet för att skydda byn från angripare.  Med ett batteri av kanoner och med Tour du Portalet i Saint Tropez blev hela viken skyddad. Så sent som i början av 1800-talet beordrade Napoleon I en restaurering av artilleribatteriet samtidigt som man kompletterade med kanoner på Lérinöarna. Tornet är nu ett hembygdsmuseum.
Den 15 augusti 1944 var stränderna kring Sainte Maxime och Saint Tropez centrum för Operation Dragoon, den invasion som inledde befrielsen av södra Frankrike under det andra världskriget.  USA:s Delta Force från 93 Evac gick iland i själva Sainte Maxime.  Det var våldsamma gatustrider i samhället innan tyskarna till slut gav upp. Vid stranden där hamnpiren ligger idag samt vid stranden La Garonette (österut i kommunen) finns minnesmärken på respektive landningsplatser för att hedra de amerikanska trupperna.  På Garonette stranden, men formellt i Les Issambres, (Roquebrune-sur-Argens kommun) ligger ett seglarcentrum - La Batterie - som fått namnet eftersom det under kriget var platsen för ett tyskt artilleriförband.
Numer är turism den största inkomstkällan för Sainte Maxime men staden har 14448 bofasta invånare (2019). Det finns en äldre stadskärna i anslutning till båthamnen med affärer, marknader, restauranger, barer och caféer. I den nyare stadsdelen hålls den stora veckomarknaden på fredagar. På hamnpiren finns det marina butiker och en exklusiv restaurang.  På piren finns också en snabb båtförbindelse (Les Bateaux Verts) till Les Issambres, Saint Tropez och Port Grimaud.  Staden har en strandpromenad med parker, pinjeträd, boulodrome Prins Bertil, turistbyrå, avgränsade badstränder samt ett casino.
Förutom stränderna i själva staden finns det ett antal större, bevakade stränder i omgivningarna. Västerut (riktning Grimaud) ligger Croisette som också har ett seglarcentrum.  På östra sidan av staden finns La Nartelle, La Plage des Eléphants och La Garonette (även kallad Val D'Esquieres) som alla har restauranger och aktiviteter som vattenskidåkning och vattenskoter.  Dessutom finns flera mindre stränder som inte är bevakade. Totalt finns 10 km allmänt tillgänglig strandlinje.

## Svensk anknytning
Den svenska kungafamiljen äger en semestervilla "Mirage" i centrala staden som tidigare ägdes av prins Bertil och prinsessan Lilian. Sainte-Maxime har även en stor bouleplan nära stranden mitt i centrum som är uppkallad efter prinsen.
Raoul Nordling var en svensk affärsman som gjorde stora insatser för Paris under andra världskrigets slutskede. Han hade ett hus i Sainte-Maxime - Le Mas du Gay Savoir, granne till Prins Bertil - och blev även utnämnd till hedersmedborgare. En del av vägen mot Grimaud är uppkallad efter honom.

## Kända kulturpersonligheter
Jean de Brunhoff, skaparen av barnböckerna om elefanten Babar, levde i Sainte-Maxime och det var här den första boken kom till. En av stadens stränder - La Plage des Eléphants - är uppkallad efter den blå elefanten.
Léon Gaumont var en fransk uppfinnare, ingenjör och industriman som var en pionjär inom filmindustrin.  Léon Gaumont bodde ofta i Sainte Maxime där han ägde ett slott - Les Tourelles - byggd ca 1883.  Detta residens fungerade som en kuliss i flera filmer inklusive den kända filmen Judex regisserad 1916 av Louis Feuillade och som delvis filmades i Sainte-Maxime. Slottet - med tillbyggnader - är nu en semesterdestination. Léon Gaumont dog Sainte-Maxime 1946.
Paul Géraldy eller Paul Lefevre (1885-1983) var en fransk poet och dramatiker.  Han hade ett hus i Sainte Maxime med namnet Toi et moi (Du och Jag) som tog sitt namn från hans genombrottsbok.  Huset ligger öster om byn ovanför Madrague stranden och är nu uppdelad i lägenheter. 
Victor Margueritte (1866-1942) var en fransk författare och en flitig gäst i Sainte-Maxime. Omkring 1920, köpte han och utvecklade en stor egendom - La Madrague - som sträckte sig från havet och som "klättrade" till toppen av Colline Meinier i ett magnifikt söderläge.  Författaren bodde i ett torn på egendomen med sin fru till 1938.
Michel Constantin (1924-2003) var en fransk filmskådespelare.  Han var en flitig gäst i Sainte-Maxime, där han ägde en villa på berget Beauvallon.

## Vänorter
- Bellport
- Neuenbürg

## Befolkningsutveckling
Antalet invånare i kommunen Sainte-Maxime
| Referens: INSEE |